# Марин Петков
Марие Пламенов Петков (болг. Марин Пламенов Петков, нар. 2 жовтня 2003, Єтрополе, Софія) — болгарський футболіст, вінгер «Левські» та національної збірної Болгарії.

## Ігрова кар'єра

### Клубна
Марин Петков є вихованцем столичного клубу «Левські». Першу гру на вищому рівні Петков провів у листопаді 2019 року. У січні 2020 року футболіст підписав з клубом професійний контракт. У сезоні 2021/22 разом з командою святкував перемогу у Кубку Болгарії.

### Збірна
Марин Петков виступав у складі молодіжної збірної Болгарії.
У вересні 2022 року отримав виклик до лав національної збірної Болгарії. Дебютував у головній команді країни футболіст 23 вересня у матчі Ліги націй проти команди Гібралтару. В першому ж матчі відзначився забитим голом.

## Титули
Левські
 Переможець Кубка Болгарії: 2021/22